# Le Bourg-Saint-Léonard
Le Bourg-Saint-Léonard là một xã thuộc tỉnh Orne vùng Normandie tây bắc nước nước Pháp. Xã này nằm ở khu vực có độ cao trung bình 286 mét trên mực nước biển.